# Lin Jü-tchang
Lin Jü-tchang, (čínsky 林語堂; 10. října 1895, Banzaj Čang-čou – 26. března 1976, Hongkong) byl čínský spisovatel, filozof a novinář píšící čínsky a anglicky.
Jeho otec byl Američan, presbyteriánský misionář v Číně, takže Lin byl od mládí bilingvní a křesťan, byť křesťanství v mládí odvrhl a obrátil se spíše k buddhismu a taoismu (až v závěru života vzal i křesťanství na milost). Studoval nejprve na Šanghajské univerzitě, poté v Evropě (Lipská univerzita) a ve Spojených státech (Harvard). Po studiích se vrátil do Číny s cílem šířit prozápadní a modernizační myšlenky. Ve 30. letech ovlivnil vývoj čínské žurnalistiky, když založil několik časopisů evropského stylu. Nejvýznamnějším z nich byl patrně Lun-jü pan-jüe-kchan, založený roku 1932, v němž se počal věnovat společenské satiře, tedy žánru do té doby čínskému čtenáři naprosto neznámému. Již tehdy psal jak čínsky, tak anglicky, roku 1935 vydal v angličtině knihu My Country and My People, esej o čínské duši a kultuře. Roku 1935 odjel do Spojených států, kde se usadil a přeložil řadu klasických čínských děl do angličtiny a západu je tak představil. K jeho vlastním významným textům patřil The Importance of Living (1937) nebo Vermilion Gate (1953). Psal zejména eseje o vztahu východu a západu, o čínské, ale i indické kultuře. Do Číny se nakrátko vrátil v letech 1943 a 1954, v závěru života žil na Tchaj-wanu, zemřel v Hongkongu.